# HMS Marshal Ney
Le HMS Marshal Ney est un monitor de classe Marshal Ney de la Royal Navy.

## Histoire
Affecté à la Dover Patrol, le Marshal Ney sert avec son sister-ship HMS Marshal Soult.
À la suite de ses mauvais essais en mer et de ses mauvaises performances opérationnelles continues au large des côtes belges, on décide de retirer le canon de marine de 15 pouces BL Mark I et de le placer dans la coque d'un nouveau monitor. Sa tourelle de 15 pouces est retirée à Elswick en janvier 1916. La tourelle est ensuite expédiée à Belfast et installée sur le Terror. Le Terror va bientôt se lancer et rejoindre la Dover Patrol avec son sister-ship, l'Erebus.
Le Marshal Ney est ensuite réarmé avec un seul canon de marine de 9,2 pouces BL Mk VIII (en) et quatre canons de 6 pouces, qui viennent tous du Terrible. Cependant, pendant un autre radoub en 1916 à 1917, le canon de 9,2 pouces est retiré pour être utilisé à terre en France. À la place du gros canon, son armement de 6 pouces passe à six canons de marine de 6 pouces BL Mk XI retirés de l'Hibernia.
Après son radoub, le Ney est relégué au service de garde amarré aux Downs. Il s'engage contre des destroyers allemands lors d'un raid sur Ramsgate en avril 1917.
En 1919, le Marshal Ney sert de navire de casernement à Queenborough, avant d'être désarmé et de devenir un navire de dépôt à Fort Blockhouse à partir de 1920. Rebaptisé Vivid en juillet 1922, il sert ensuite de navire d'hébergement pour la section d'entraînement des chauffeurs à Devonport, où il reste jusqu'en 1957. Il est de nouveau rebaptisé Drake en janvier 1934 et Alaunia II en 1947.
Il arrive au chantier de Thos. W. Ward (en) à Milford Haven le 6 octobre 1957 pour le démantèlement.